# Fuchs & Söhne Holding
Die Fuchs & Söhne Holding GmbH (Eigenschreibweise: FUCHS & Söhne Holding GmbH) ist eine Unternehmensgruppe, die achtzehn Unternehmen an zweiundzwanzig Standorten in Deutschland und Tschechien umfasst. In den fünf Segmenten der Unternehmensgruppe – Immobilien, Bau, Fertigteilwerke, Europoles sowie Technologie & Service – sind (Stand Januar 2023) rund 1.600 Mitarbeiter tätig.

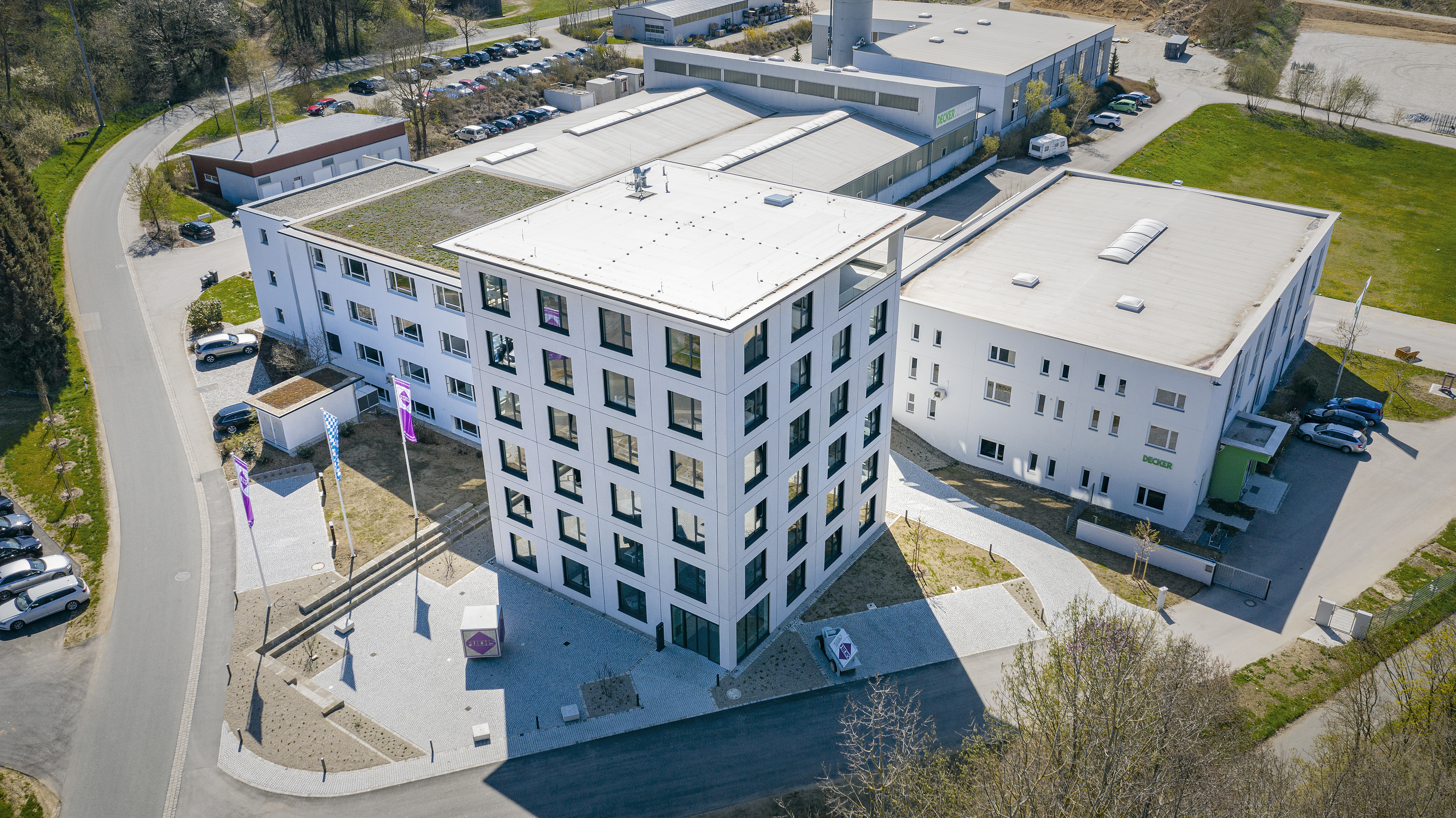
Unternehmenszentrale in Berching (links Bestandsgebäude und Mitte 2021 erbauter Büroturm, rechts Decker Anlagenbau, hinten Produktionshallen)

## Geschichte
Die Firmenfamilie übernahm die Fertigteilwerke Schöner (Cadolzburg), H+L Dessau, b+f Dorsten (2007), Thumshirn (Pleinfeld/Röttenbach) (2004), Betonsysteme Zeithain (2012), Rhebau Dormagen (2014), Ed. Züblin Gladbeck (2014) / Karlsruhe (2016) sowie die Baufirmen Backer (Hainichen; 2006), FischerHaus (Bodenwöhr; 2006), Decker Anlagenbau aus Berg (2006) sowie die Infrastruktursparte von Europoles (Neumarkt / OPf.). Ferner errichtete sie in Pegnitz ein Holzkompetenzzentrum für System-Wände und ein neues Verwaltungsgebäude in der Wegscheid / Berching.
Im Juli 2022 wurde ein neues Werk für die Fuchs Europoles-Produktion am neu errichteten Hauptsitz in Neumarkt in der Oberpfalz errichtet.